# George Vancouver

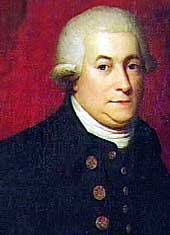
Portret van George Vancouver, maker onbekend

George Vancouver (King's Lynn, 22 juni 1757 – Petersham, 12 mei 1798) was een Brits marine-officier en ontdekkingsreiziger. 
Vancouver diende onder kapitein James Cook tijdens de tweede en de  derde (tevens laatste) reis van Cook. Daarna werd hij tot kapitein bevorderd en moest hij de westkust van Noord-Amerika in kaart brengen. Tijdens deze reis ontdekte hij onder andere dat Vancouvereiland een eiland is, en gaf het zijn naam. Ook noemde hij een vulkaan Mount Saint Helens, naar zijn vriend baron St. Helens. Het eerste gedocumenteerde contact met de Kwakwaka'wakw was in 1792 met kapitein George Vancouver. 
Vancouver overleed op 40-jarige leeftijd te Petersham bij Richmond upon Thames.

## Coevorden
De voorouders van George Vancouver kwamen uit Coevorden (Drents: Koever of Koevern) in Drenthe. De achternaam Van Coever werd in het Verenigd Koninkrijk Vancouver toen zijn overgrootvader zich in Norfolk vestigde. Sinds 2010 heet de voetgangersbrug over de haven in Coevorden de George Vancouverbrug.